# Liste der Länderspiele der dänischen Frauen-Feldhandballnationalmannschaft
Diese Liste enthält Feldhandballspiele der dänischen Feldhandballnationalmannschaft der Frauen, die vom Dansk Håndbold Forbund (DHF) als offizielle Länderspiele anerkannt sind.

## Legende
Dieser Abschnitt dient als Legende für die nachfolgenden Tabellen.
- A = Auswärtsspiel
- H = Heimspiel
- * = Spiel an neutralem Ort
- WM = Weltmeisterschaft
- rote Hintergrundfarbe = Niederlage der dänischen Mannschaft
- grüne Hintergrundfarbe = Sieg der dänischen Mannschaft
- gelbe Hintergrundfarbe = Unentschieden

## Liste der Spiele
| Nr. | Datum         | Ergebnis   | Gegner                          |   | Austragungsort | Anlass              | Zuschauer | erstes Länderspiel | letztes Länderspiel (Sp/T) | Bemerkungen                     |
| --- | ------------- | ---------- | ------------------------------- | - | -------------- | ------------------- | --------- | --- | --- | ------------------------------- |
| 1   | 23. Mai 1959  | 5:12 (0:8) | Deutsche Demokratische Republik | A | Weißenfels     |                     | 2500      | - Aase Bjernå - Anne-Lise Aaskilde - Anne-Marie Nielsen - Else Birkmose Gunnarsson - Henny Marstrand Nielsen - Inge Allermann Nielsen - Ingelise Beuschel - Inger Hjort Hansen - Kirsten Andersen - Kirsten Nilsson - Rita Christensen - Ruth Kirstine Jensen - Toni Røseler Andersen | - Aase Bjernå (1/1) - Anne-Lise Aaskilde (1/0) - Anne-Marie Nielsen (1/0) - Else Birkmose Gunnarsson (1/3) - Kirsten Andersen (1/0) - Rita Christensen (1/0) - Ruth Kirstine Jensen (1/0) - Toni Røseler Andersen (1/0) | 1. Länderspiel der Däninnen     |
| 2   | 14. Mai 1960  | 2:12 (2:8) | Deutsche Demokratische Republik | A | Schwerin       |                     | 3000      | - Anna Hansen - Åse Elisabeth Matthiasen - Ellen Axelsen - Hanne Frederiksen - Hanne Knudsen - Hanne Ladefoged - Inger Nørgaard Møller - Olga Skovgaard Frederiksen - Valborg Koldste                                                                                                 | keine | Höchste Niederlage              |
| 3   | 14. Juni 1960 | 4:04 (3:3) | Österreich                      | * | Eindhoven      | WM-Vorrunde         |           | keine | keine | Einziges Unentschieden          |
| 4   | 16. Juni 1960 | 1:06 (0:3) | Rumänien                        | * | Assen          | WM-Vorrunde         |           | - Inge Rasmussen | - Åse Elisabeth Matthiasen (3/0) - Inge Rasmussen (1/0) - Ingelise Beuschel (4/0) |                                 |
| 5   | 18. Juni 1960 | 6:03 (3:3) | Polen                           | * | Haarlem        | WM-Spiel um Platz 5 |           | - Jytte Skøtt Mikkelsen - Noomi Hansen | - Anna Hansen (3/1) - Ellen Axelsen (3/0) - Hanne Frederiksen (4/0) - Hanne Knudsen (4/0) - Hanne Ladefoged (4/0) - Henny Marstrand Nielsen (5/7) - Inge Allermann Nielsen (5/0) - Inger Hjort Hansen (4/0) - Inger Nørgaard Møller (4/0) - Jytte Skøtt Mikkelsen (1/0) - Kirsten Nilsson (5/6) - Noomi Hansen (1/0) - Olga Skovgaard Frederiksen (4/0) - Valborg Koldste (4/0) | Einziger Sieg und letztes Spiel |

## Statistik
| Land                            | Sp. | S | U | N | Tore  | Diff. |
| ------------------------------- | --- | - | - | - | ----- | ----- |
| Deutsche Demokratische Republik | 2   | 0 | 0 | 2 | 07:24 | −17   |
| Österreich                      | 1   | 0 | 1 | 0 | 04:04 | ±0    |
| Polen                           | 1   | 1 | 0 | 0 | 06:03 | +03   |
| Rumänien                        | 1   | 0 | 0 | 1 | 01:06 | −05   |
| Gesamt                          | 5   | 1 | 1 | 3 | 18:37 | −19   |